# Marie Marvingt
Marie Marvingt (ur. 20 lutego 1875 w Aurillac, zm. 14 grudnia 1963 w Laxou) – francuska sportsmenka, alpinistka, lotniczka i dziennikarka.
Zdobyła liczne nagrody za osiągnięcia sportowe, w tym za: pływanie, jazdę na rowerze, wspinaczkę górską, sporty zimowe, baloniarstwo, loty samolotem, jazdę konną, gimnastykę, lekkoatletykę, strzelanie z karabinu i szermierkę. Była pierwszą kobietą, która zdobyła wiele szczytów we francuskich i szwajcarskich Alpach. Była rekordzistką balonową, lotniczą, a podczas I wojny światowej została pierwszą kobietą pilotem bojowym. Była także wykwalifikowaną pielęgniarką chirurgiczną. W istotny sposób przyczyniła się do powstania i rozwoju służb pogotowia lotniczego.

## Życiorys
Marie Félicie Élisabeth Marvingt urodziła się 20 lutego 1875 roku w Aurillac w departamencie Cantal we Francji. Jej rodzicami byli Félix-Constant Marvingt, urzędnik pocztowy, oraz Élisabeth Brusquin Pallez. W latach 1880–1889 rodzina mieszkała w Metzu (który wówczas należał do Cesarstwa Niemieckiego). Po śmierci matki Marie w 1889 roku rodzina przeniosła się do Nancy, gdzie Marie Marvingt mieszkała do końca życia. Jej ojciec był lokalnym mistrzem bilarda i pływania oraz oddanym fanem sportu. To zamiłowanie do sportu przejęła również Marie, która już w wieku czterech lat potrafiła przepłynąć 4 kilometry. Marie uprawiała także wiele innych sportów: alpinizm, strzelanie, gimnastykę, jazdę konną, szermierkę, tenis, narciarstwo, bieganie, jazdę na łyżwach, boks, sztuki walki, golf, hokej i piłkę nożną. W 1890 roku, w wieku 15 lat, przepłynęła łodzią ponad 400 kilometrów z Nancy do Koblencji w Niemczech. Jako jedna z pierwszych kobiet uzyskała prawo jazdy, prawdopodobnie w 1899 roku. W 1905 roku przejechała w ciągu jednego dnia z Bussang do Aurillac 624 km.

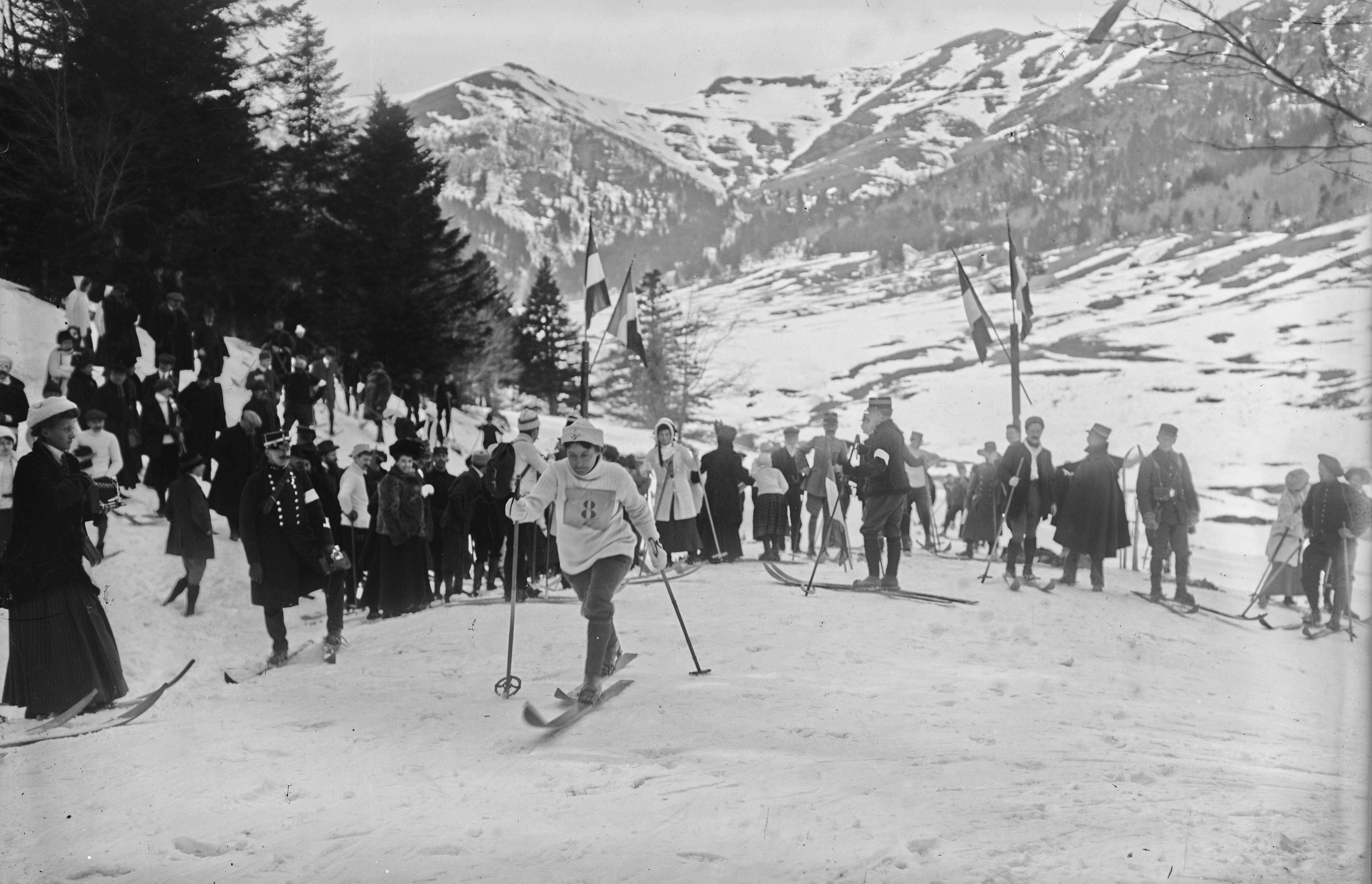
Marie Marvingt podczas wyścigu narciarskiego 12 lutego 1911 r.

### Osiągnięcia sportowe
Marie Marvingt zdobyła wiele nagród w pływaniu, szermierce, strzelectwie, narciarstwie, łyżwiarstwie szybkim, saneczkarstwie i bobslejach. W latach 1903–1910 jako pierwsza kobieta zdobyła wiele szczytów Alp francuskich i szwajcarskich (w tym zdobyła Aiguille des Grands Charmoz i Grépon Pass w ciągu jednego dnia). W 1903 roku, po zdobyciu przez Marie Marvingt Dente del Gigante w masywie Mont Blanc, Château de Thierry de Beaumanoir nazwał ją la fiancée du danger („pol. oblubienicą niebezpieczeństwa”), od tej pory określenie to pojawiało się w gazetach w odniesieniu do Marie Marvingt już do końca jej życia.
W 1905 roku Marie Marvingt stała się pierwszą Francuzką, która ukończyła zawody pływackie na 12,5 km odcinku Sekwany w Paryżu.
W 1906 roku Marie Marvingt wygrała międzynarodowe zawody strzeleckie. Dominowała w zawodach sportów zimowych w 1908 w Chamonix, w 1909 w Gérardmer i 1910 w Ballon d’Alsace, gdzie zdobyła pierwsze miejsce aż 20 razy. 26 stycznia 1910 roku wygrała Puchar Léona Auschera w mistrzostwach świata w bobslejach kobiet.
Marie Marvingt wygrała w wyścigach rowerowych: Nancy-Bordeaux (1904), Nancy-Mediolan (1905) i Nancy-Tuluza (1906). W 1906 roku pojechała na rowerze z Nancy we Francji do Neapolu we Włoszech, żeby zobaczyć wybuch Wezuwiusza. W 1908 roku odmówiono jej zgody na udział w Tour de France, ponieważ była kobietą, a do wyścigu dopuszczano tylko mężczyzn. Pomimo odmowy postanowiła jechać na rowerze w pewnym odstępie za zawodnikami biorącymi udział w tym wyścigu. Udało jej się ukończyć trasę, co dokonało tylko 36 ze 114 zawodników startujących w tamtym roku.
15 marca 1910 roku Francuska Akademia Sportu przyznała Marie Marvingt złoty medal „za wszystkie sporty”, jedyny medal multi-sportowy, jaki kiedykolwiek przyznała.

### Osiągnięcia w lotnictwie

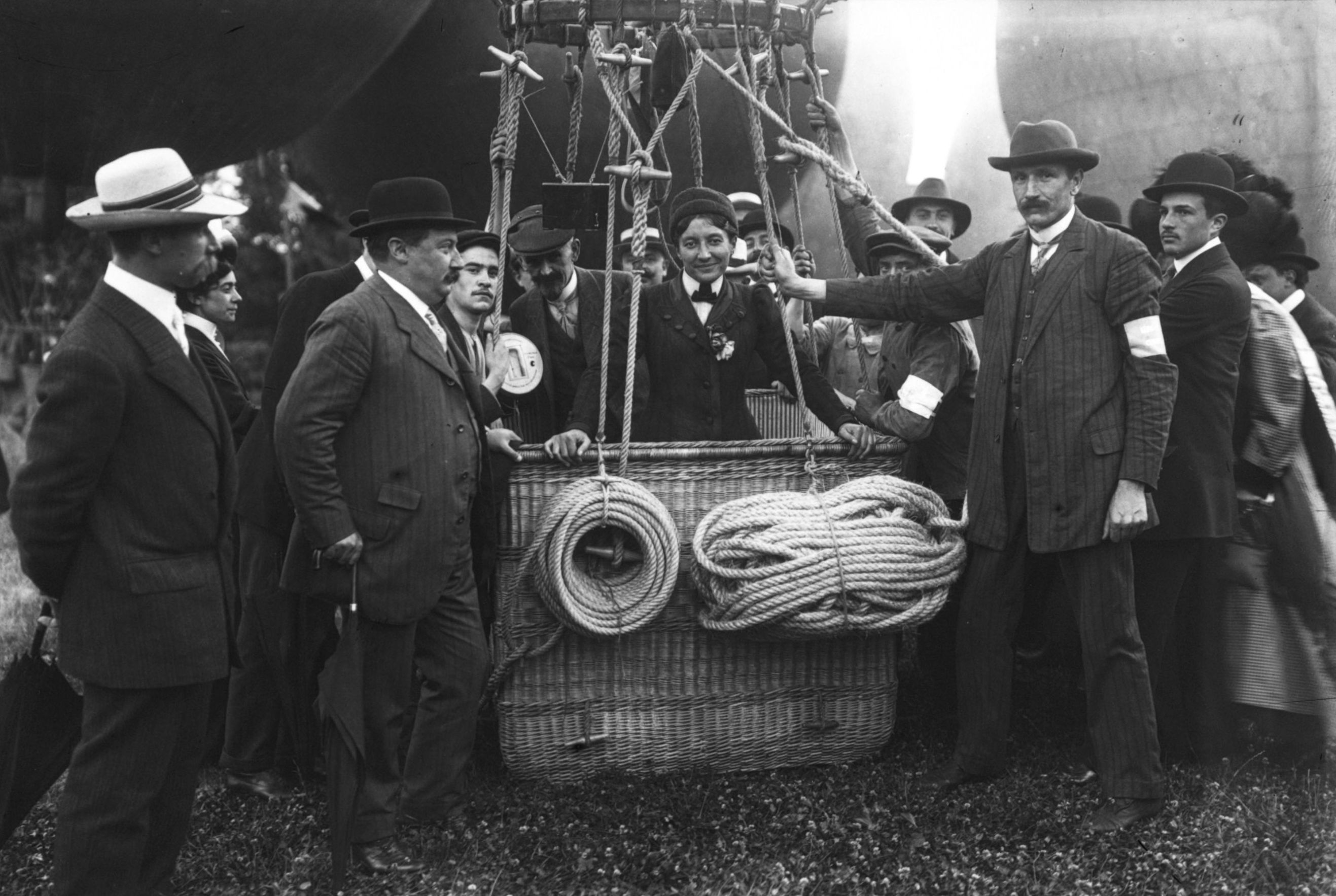
Marie Marvingt w balonie, Grand Prix Aéro Club de France, 26 czerwca 1910 r.

#### Baloniarstwo
W 1901 roku Marie Marvingt po raz pierwszy poleciała jako pasażerka podczas swobodnego lotu balonem, natomiast 19 lipca 1907 roku pilotowała balon, a 24 września 1909 roku odbyła swój pierwszy samodzielny lot jako pilot balonu. Uzyskała licencję pilota balonowego (nr 145) w Stella Aero Club w 1910 roku (jako druga kobieta na świecie, pierwszą była Marie Surcouf). W dniu 26 października 1909 roku Marie Marvingt stała się pierwszą kobietą, która pilotowała balon podczas lotu nad Morzem Północnym z Nancy do Anglii (pokonała odległość około 200 km w czasie 5 godzin). Marie Marvingt zdobyła nagrody za loty balonem w latach 1911 i 1912. Natomiast 18 lipca 1914 roku, startując w 10. Grand Prix Aéro-Club de France, stała się pierwszą kobietą, która przekroczyła kanał La Manche w balonie, lecąc z Francji do Anglii (w 1906 roku Beatrice Swanston Brewer pilotowała balon podczas lotu nad kanałem La Manche, ale w kierunku odwrotnym z Anglii do Francji; lot z Anglii na kontynent jest łatwiejszy w związku z wiejącymi tam wiatrami).

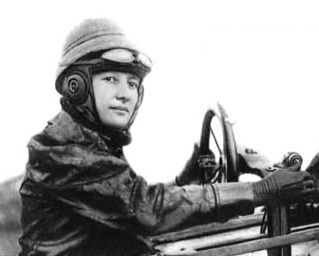
Marie Marvingt w samolocie Deperdussin, 1912 r.

#### Samoloty
W dniu 10 września 1909 roku Marie Marvingt odbyła swój pierwszy lot jako pasażerka w samolocie pilotowanym przez Rogera Sommera. W 1910 roku uczyła się pilotować samolot u Huberta Lathama w maszynie Antoinette (przy czym samolot ten był uznawany za trudny do pilotowania). Marie Marvingt otrzymała licencję pilota numer 281 od Aéro-Club de France 8 listopada 1910 roku. Była ona trzecią Francuzką, która otrzymała taką licencję (pierwszą była Raymonde de Laroche (nr 36), a drugą Marthe Niel (nr 226)).
Marie Marvingt pilotowała samoloty na wielu meetingach lotniczych, dwukrotnie bombardowała niemiecką bazę lotniczą jako nieoficjalny pilot podczas I wojny światowej, latała na misjach zwiadowczych w Afryce Północnej i była wówczas jedyną kobietą, która posiadała cztery licencje pilota jednocześnie na: balon, samolot, hydroplan i helikopter.

#### Femina Cup
W dniu 27 listopada 1910 roku Marie Marvingt ustanowiła pierwsze na świecie rekordy lotnicze dla kobiet: czasu trwania lotu i jego długości, jej lot trwał 53 minuty i pokonała odległość 42 km. Aż do tego czasu aktywność lotnicza kobiet nie była rejestrowana, natomiast Marie Marvingt nalegała, aby oficjalnie zmierzono odległość i zweryfikowano czas jej lotu, ponieważ chciała podjąć próbę zdobycia nagrody Femina Cup. Nagroda ta została ustanowiona przez Pierre’a Lafitte’a, właściciela magazynu kobiecego Femina, miała ona zostać przyznana tej kobiecie posiadającej licencję francuskiego aeroklubu, która do końca 1910 roku przeleci najdłuższy dystans bez międzylądowania. Marie Marvingt udało się jeszcze poprawić swój własny rekord, ale 21 grudnia 1910 roku Hélène Dutrieu (mistrzyni kolarska i czwarta kobieta na świecie, która otrzymała licencję pilota) poleciała jeszcze dalej – pokonała prawie 61 km w czasie 1 godziny i 6 minut. Marie podjęła jeszcze próbę zdobycia Femina Cup 30 grudnia 1910 roku, ale problemy z silnikiem zmusiły ją do wylądowania przed osiągnięciem celu.

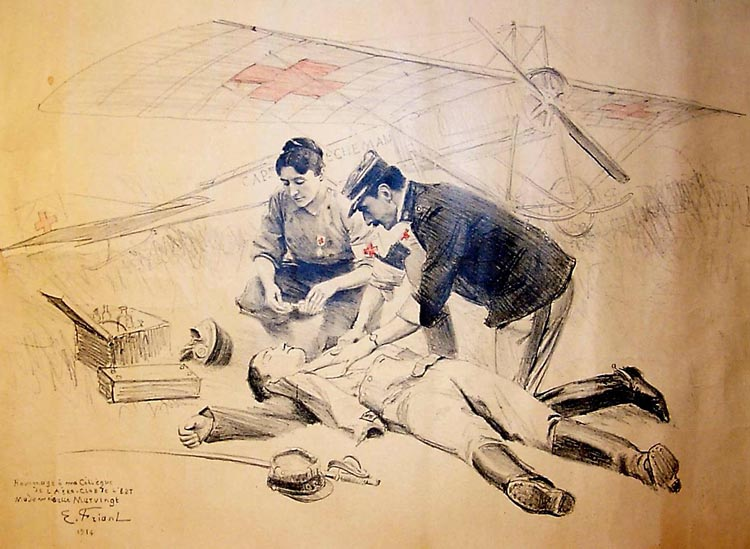
Marie Marvingt i prototyp latającej karetki, rysunek autorstwa Émile Frianta, 1914 r.

#### Pogotowie lotnicze
Marie Marvingt zaproponowała rządowi francuskiemu wykorzystanie samolotów jako latających karetek już w 1911 roku. Z pomocą inżyniera firmy Deperdussin, Louisa Béchereau, opracowała prototyp pierwszego latającego ambulansu. Wykorzystała swoje cieszące się popularnością konferencje dla zebrania funduszy na sfinansowanie latającej karetki dla francuskiego wojska i Czerwonego Krzyża. W 1912 roku zamówiła latający ambulans u Deperdussina, ale zanim został dostarczony, firma zbankrutowała.
Marie Marvingt poświęciła resztę swojego życia rozwijaniu i propagowaniu koncepcji pogotowia lotniczego, organizując wiele konferencji i seminariów na ten temat w różnych państwach. Była współzałożycielką francuskiej organizacji Les Amies De L’Aviation Sanitaire, a także była jednym z organizatorów Pierwszego Międzynarodowego Kongresu Lotnictwa Medycznego w 1929 roku, który odbył się w Paryżu.
W 1931 roku Marie Marvingt utworzyła nagrodę Challenge Capitaine-Écheman przyznawaną corocznie firmie lotniczej za najlepszy samolot, który można szybko przekształcić w latający ambulans. W 1934 roku założyła cywilną służbę pogotowia lotniczego w Maroku. W Maroku została odznaczona Médaille de la Paix du Maroc. W tym samym roku opracowała szkolenia dla Infirmières de l’Air. W 1934 i 1935 roku napisała, wyreżyserowała i wystąpiła w dwóch filmach dokumentalnych na temat historii, rozwoju i użytkowania latających karetek: Les Ailes qui Sauvent i Sauvés par la Colombe. Jej pomysłem było zastosowanie metalowych nart dla samolotów-karetek działających w Maroku i Algierii, które umożliwiały lądowanie na piasku.

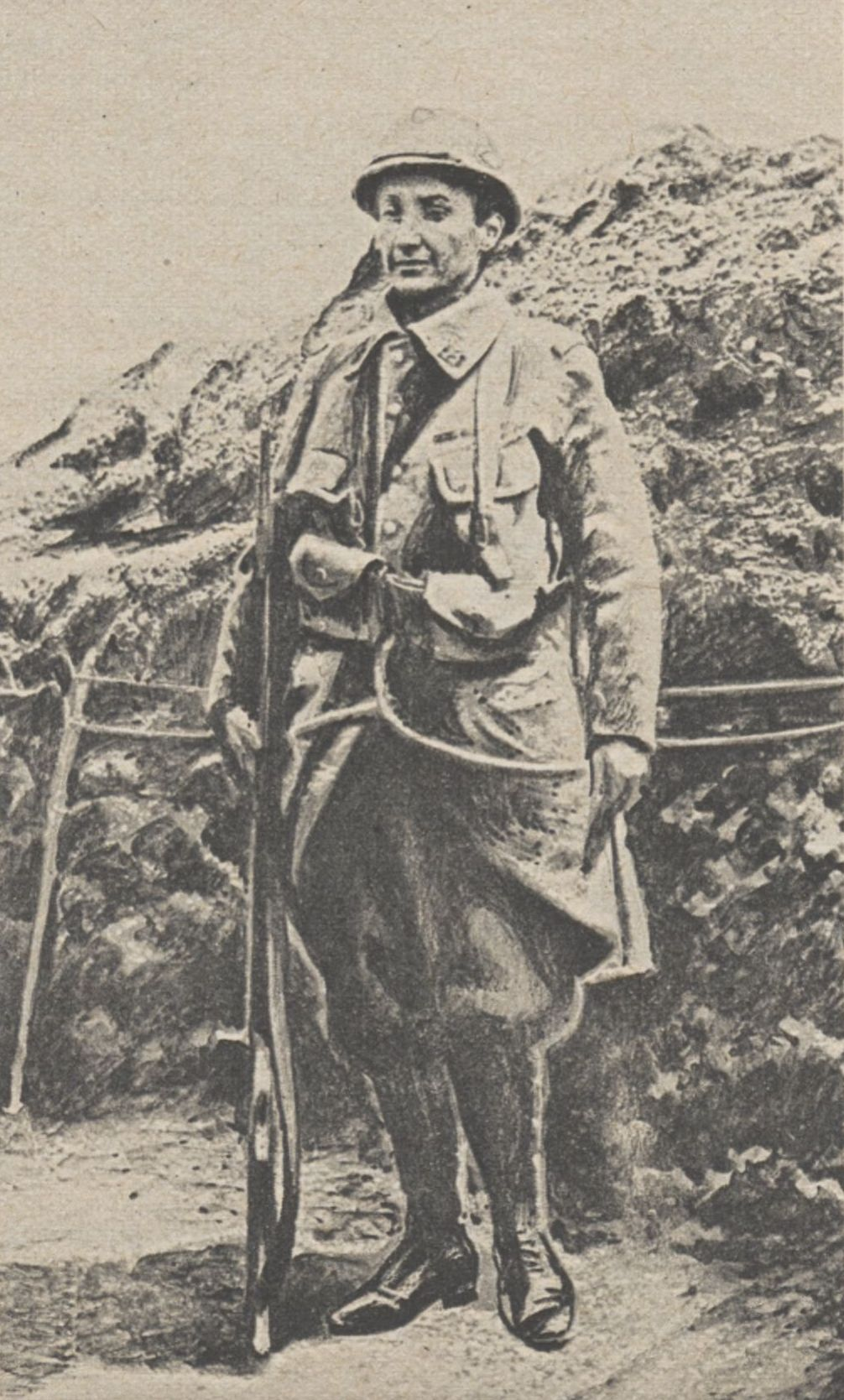
Marie Marvingt w mundurze podczas I wojny światowej

#### Podczas I wojny światowej
Wkrótce po wybuchu I wojny światowej Marie Marvingt zgłosiła się na ochotnika do wojska jako pilot, ale jej prośba została odrzucona, ponieważ była kobietą, a rząd francuski oficjalnie nie zgadzał się na przyjmowanie kobiet do wojska.
Marie Marvingt przebrała się za mężczyznę i kilka tygodni służyła na froncie w 42 Bataillon de Chasseurs à Pied. Została jednak odkryta i odesłana do domu. W późniejszym czasie wzięła udział w operacjach wojskowych z włoskim 3° Reggimento Alpini w Dolomitach. Służyła również jako pielęgniarka chirurgiczna oraz jako korespondentka wojenna na froncie włoskim.
Chociaż oficjalnie nie mogła służyć jako pilot wojskowy, wyszkoliła wielu nowych lotników. W 1915 roku Marie Marvingt stała się pierwszą kobietą na świecie, która latała w misjach bojowych. Jako pilot-ochotnik poleciała w zastępstwie rannego lotnika na bombardowania nad terytorium Niemiec. Została odznaczona Krzyżem Wojennym Croix de guerre za dwukrotne bombardowanie z powietrza niemieckiej bazy wojskowej w okolicach Metzu. Marie Marvingt w późniejszym czasie wykonywała jeszcze loty zwiadowcze na froncie włoskim

#### Pomiędzy wojnami
Pomiędzy wojnami światowymi Marie Marvingt pracowała jako dziennikarka, korespondentka wojenna i oficer medyczny we francuskich siłach zbrojnych w Afryce Północnej. Podczas pobytu w Maroku wpadła na pomysł użycia metalowych nart w karetkach powietrznych, aby mogły wylądować na pustynnym piasku. Prowadziła tam także szkołę narciarską na pustyni, ucząc ludzi jeździć na nartach po wydmach.

#### II wojna światowa
W czasie II wojny światowej Marie Marvingt podjęła pracę pielęgniarki Czerwonego Krzyża, kontynuowała promocję samolotu pogotowia oraz założyła i utrzymywała centrum rekonwalescencji dla rannych pilotów. Działała również we francuskim Ruchu Oporu, za co otrzymała Medal z Rozetą Francuskiego Ruchu Oporu.

#### Po II wojnie
W 1950 roku Marie Marvingt otrzymała srebrny medal od burmistrza Nancy za pracę na rzecz miasta i okolic. Z kolei 30 stycznia 1955 roku otrzymała główną nagrodę Deutsch de la Meurthe przyznaną przez Fédération Nationale d’Aéronautique za pracę na rzecz medycyny lotniczej.
W 1955 roku (a więc w wieku 80 lat) Marie Marvingt nauczyła się pilotować helikopter. Do końca życia jeździła na rowerze i np. w wieku 86 lat przejechała na rowerze 1000 km w ciągu roku.
Marie Marvingt zmarła 14 grudnia 1963 roku w wieku 88 lat w Laxou w północno-wschodniej Francji. Została pochowana na Cimetière de Préville w Nancy.

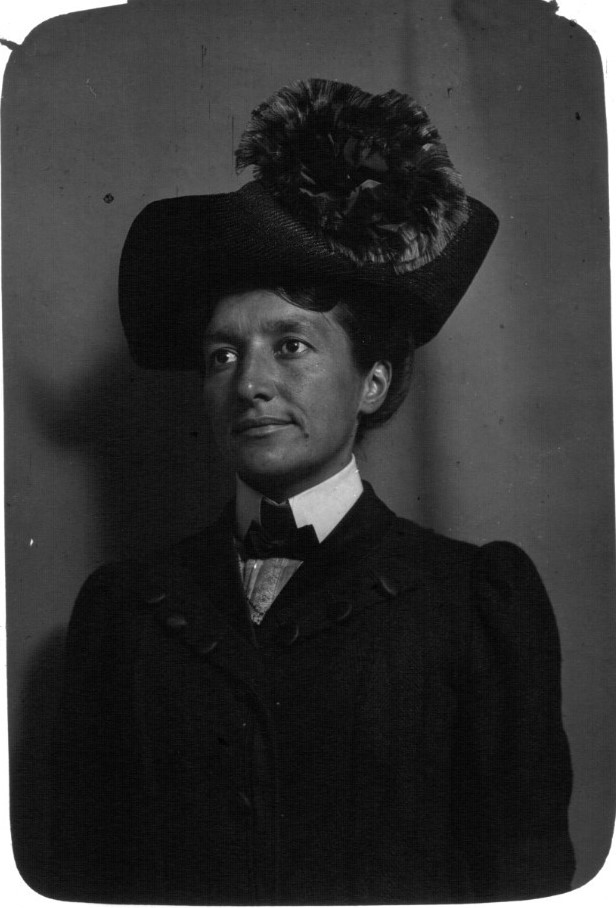
Marie Marvingt, 1910 r.

## Odznaczenia
Marie Marvingt była kobietą, która otrzymała najwięcej odznaczeń w historii Francji. Otrzymała m.in.:
- Krzyż Wojenny 1914–1918 z dwiema palmami (Croix de guerre 1914–1918 avec palmes)[28][72]
- Kawaler Orderu Legii Honorowej (1935)[73]
- Kawaler Orderu Zdrowia Publicznego (1937)[73][74]
- Oficer Orderu Legii Honorowej (1949)[75][72]
- Srebrny Medal Nancy (1950)[76]
- Medal z Rozetą Francuskiego Ruchu Oporu[77]
- Medal Lotniczy[72]
- Medal Wdzięczności Francuskiej
- Oficer Orderu Sławy[71]
- Komandor Orderu Zasługi Sportowej
- Kawaler Orderu Palm Akademickich[72]
- Médaille d’or de l’Education physique
- Médaille de la Paix du Maroc[67][72].

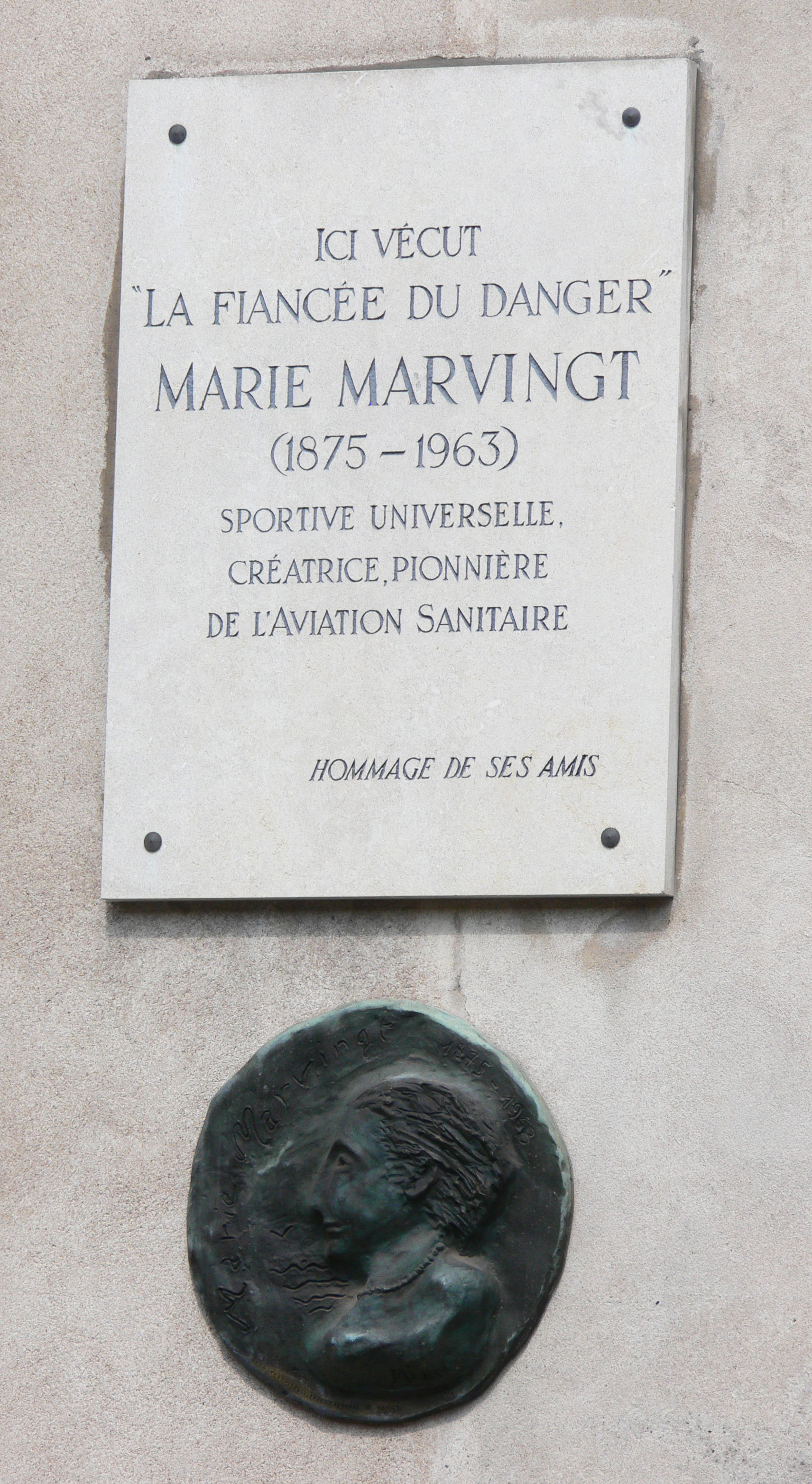
Tablica w Nancy upamiętniająca Marie Marvingt

## Upamiętnienie
W Aurillac od 20 sierpnia 1976 roku imię Marie Marvingt nosi jedna z ulic, a 24 września 1996 roku została ona patronką gimnazjum w tym mieście. Jej imię nadano również szkole w La Rochelle 8 marca 2018 roku, jak również w 2019 roku basenowi w Paryżu.
Francuska poczta wydała 29 czerwca 2004 roku znaczek o nominale 5 euro upamiętniający Marie Marvingt.